# Uracis fastigiata
Uracis fastigiata är en trollsländeart som först beskrevs av Hermann Burmeister 1839.  Uracis fastigiata ingår i släktet Uracis och familjen segeltrollsländor. Inga underarter finns listade i Catalogue of Life.